# Ana Šinkovec Burstin
Ana Šinkovec Burstin, slovenska pianistka, * 18. avgust 1983.
Je štipendistka Ministrstva za kulturo. Leta 2005 je diplomirala na Akademiji za glasbo v Ljubljani v razredu prof. Andreja Jarca. 
Osvojila je več zlatih plaket na republiških pianističnih tekmovanjih, med najpomembnejšimi nagradami pa je prva nagrada na mednarodnem tekmovanju N. Rubinsteina v Parizu leta 2000. Aprila 2001 je s Simfoničnim orkestrom SGBŠ izvedla 2. koncert Camilla Saint-Saensa, v letu 2004 je prejela študentsko Prešernovo nagrado za izvedbo 1. koncerta Petra Iljiča Čajkovskega s Slovensko filharmonijo. Sodelovala je na mnogih mojstrskih tečajih doma in v tujini (Lazar Berman, I. Lazko, J. Lateiner, R. Kinka, A. Serdar, K. H. Kammerling v Lindauu, kjer je leta 2001 in 2003 dobila nagradi za najbolj obetavno pianistko mednarodnega seminarja in festivala). 
Septembra 2005 je bila v Bruslju sprejeta na Royal Conservatory, kjer nadaljuje s podiplomskim študijem klavirja pri prof. B. Vodenitcharovu. Tam sodeluje v treh komornih zasedbah, komorno pa sodeluje tudi s slovenskimi glasbeniki. 
V letu 2007 je absolventka prevajalstva na Filozofski fakulteti v Ljubljani.

## Zasebno
Poročena je z britanskim violinistom Samuelom Burstinom, s katerim ima dve hčeri.